# ジェラール・グリゼー
ジェラール・グリゼー（Gérard Grisey, 1946年6月16日 - 1998年11月11日）は、フランスの現代音楽の作曲家。

## 経歴
パリ国立高等音楽院でオリヴィエ・メシアンの分析クラスに在籍し、同時にパリ・エコールノルマル音楽院でアンリ・デュティユーの作曲クラスにおいて学ぶ。また1972年にはドイツのダルムシュタット夏季現代音楽講習会でカールハインツ・シュトックハウゼン、ジェルジ・リゲティ、ヤニス・クセナキスに学ぶ。同年ローマ賞を受賞し、滞在先のローマのメディチ荘でジャチント・シェルシと会い、倍音や音響現象に強い興味を抱くようになる。
音楽を音波として捉え、そこに含まれる倍音のスペクトルに注目し、大変論理的な作曲をした。そのため彼や彼のまわりの作曲家は「スペクトル楽派」と呼ばれる。同志のトリスタン・ミュライユ等と共に演奏団体「アンサンブル・イティネレール」を組織し、自作や仲間の音楽を広く紹介した。
作曲家としての活動の一方で後進の指導にもあたり、1986年よりパリ音楽院の作曲クラス・管弦楽法クラスの教授を務め、多くの学生を教えた。日本人の生徒には金子仁美、夏田昌和、鈴木純明(時期順)がいる。
1998年、動脈瘤破裂により通勤中に倒れて急逝した。

## 作風
グリゼーの音楽思想の最初の集大成と言える「音響空間」は、ヴィオラソロのための「プロローグ」、7人の奏者のための「ペリオド」、18人の奏者のための「パルシエル」、33人の奏者のための「モデュラシオン」、管弦楽のための「トランジトワール」、そして4本のホルンと管弦楽のための「エピローグ」と、徐々に編成が大きくなる計6曲からなる。これらは全曲にわたってミ(E)の音の倍音に基づいて書かれており、純粋な倍音から噪音（ノイズ）を多く含む音、そして完全なノイズに至るまでの、さまざまな音響スペクトルの推移を描いている。
「時の渦（ヴォルテックス・テンポラム）」では依然としてスペクトラルな言語に基づいた40分の大作だが、第三部は第一部の自由なコラージュになっており、形式感や書法は古典的な造形感を取り戻しつつあった。「スペクトラルな言語では、垂直関係は容易に算出できても、声部の平行関係までは導けない」と近藤譲が指摘しているが、この欠点に真剣に取り組んでいたのは当のグリゼー本人であり、晩年の作品「限界の克服の為の四つの歌」ではその詩の韻節にちなんだリズムを採用しスペクトラルな言語と相関させるなど、メロディアスな素材が復活していた。
他の代表作に「タレア」、「錯綜のイコン」、「テンプス・エクス・マキーナ」など。

## 主な作品
- 音響空間
- 時の渦（ヴォルテックス・テンポラム）